# Bulbul brun
Phyllastrephus strepitans
Espèce
Statut de conservation UICN

 LC  : Préoccupation mineure
Le Bulbul brun (Phyllastrephus strepitans) est une espèce de passereaux d'Afrique orientale appartenant à la famille des Pycnonotidae.

## Répartition
Il se trouve en Éthiopie, Kenya, Mozambique, Ouganda, Somalie, Soudan et  Tanzanie.

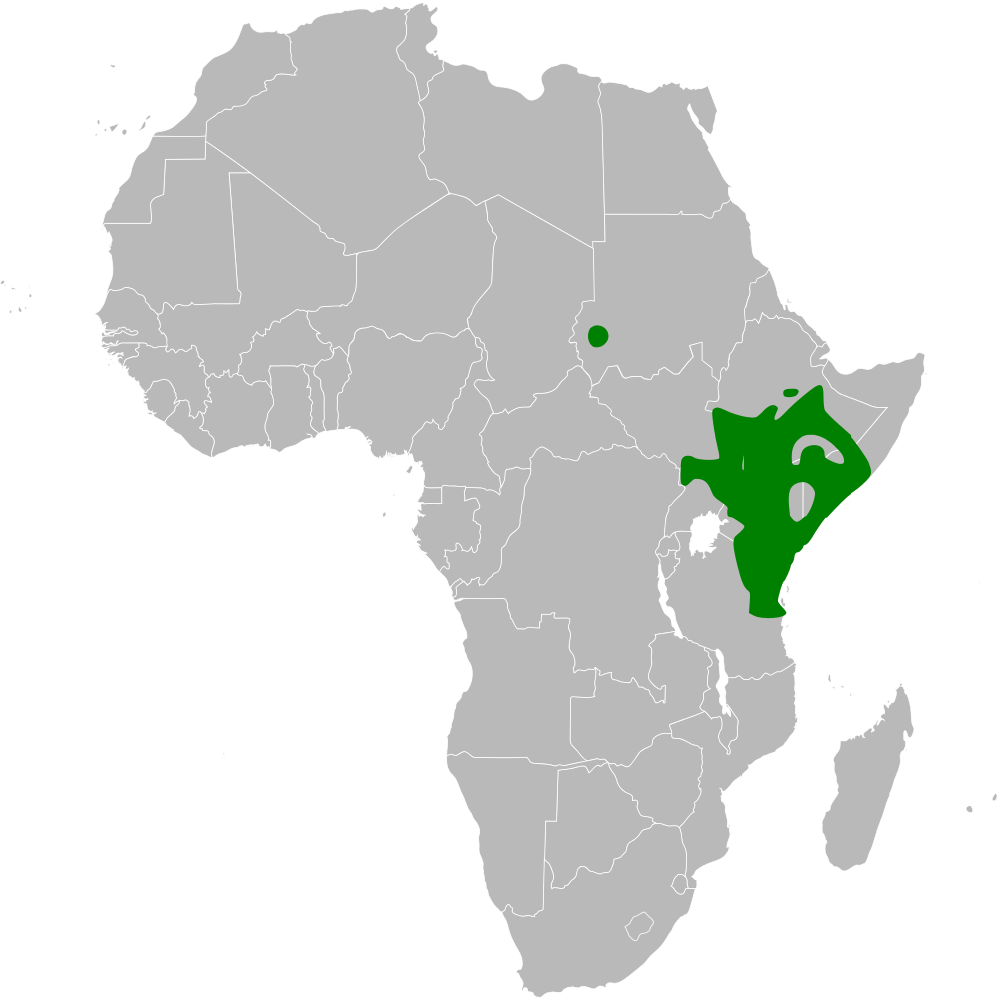
Distribution de l'espèce en Afrique (2016).

## Habitat
Il a pour habitat naturel les forêts sèches, les savanes sèches, les zones de broussailles sèches subtropicales ou tropicales.